# Aeroclub Nistelrode
Aeroclub Nistelrode (vaak afgekort tot ACN) is een zweefvliegclub in Nistelrode in de Nederlandse provincie Noord-Brabant. Op dit moment is het nog de enige vrij-toegankelijke zweefvliegclub in Noord-Brabant, omdat alle andere vliegvelden gelegen zijn op militaire vliegbases. De club is opgericht in 1970 en heeft inmiddels meer dan 105 leden. Zoals bij de meeste zweefvliegvelden, heeft Aercolub Nistelrode een grasbaan van ongeveer één kilometer lang waarop zweefvliegtuigen, schermvliegers en motorzwevers kunnen starten en landen. Het vliegveld ligt in de Control Region van vliegbasis Volkel, waardoor er alleen gevlogen kan worden wanneer de luchtmachtbasis inactief is. Vanaf begin maart tot en met eind oktober wordt er meestal in het weekend en op feestdagen gevlogen. Op onregelmatige basis wordt er ook op de donderdag- en vrijdagavonden gevlogen. Tijdens de wintermaanden worden de zweefvliegtuigen, lier en aanhangers onderhouden door de technici (Aeroclub Nistelrode heeft vier bevoegde technici) en andere clubleden. De club is aangesloten bij de Koninklijke Nederlandse Vereniging voor Luchtvaart.
De club beschikt verder over een clubhuis, een werkplaats voor onderhoud aan de vliegtuigen, lier en aanhangers. De zweefvliegtuigen staan gestald in twee hangars, op het terrein van de club.

## Geschiedenis
In 1967 werd een klein gebied tussen de Vorstenbosscheweg en Dintherseweg aangewezen als mogelijk geschikte locatie voor een zweefvliegveld. Het duurde tot 1970 om het veld in te richten en een eerste hangar te bouwen. Dit werd toendertijd geregeld door de BV Glide, geleid door de familie Van Leeuwen. Vanaf dat moment werd ook de vereniging Aeroclub Nistelrode opgericht. Op 15 april 1972 werd het vliegveld officieel geopend. Vanaf 1975 kwam daar naast het zweefvliegen nog het Barouge Parasailing Team bij. In die tijd was dit nog illegaal, maar vanaf de jaren tachtig werd dit gelegaliseerd.
Sinds de introductie van een gemotoriseerd vliegtuig naast de zweefvliegtuigen in 1976, waren niet alle omwonenden even blij met vliegveld Nistelrode. Er werd veel geklaagd over geluidsoverlast en rond die periode waren er ook handtekeningacties om het vliegveld te laten sluiten.  Naast deze perikelen, bleek de samenwerking tussen BV Glide en de zweefvliegclub niet rooskleurig. Halverwege de jaren tachtig werden de problemen zo groot dat Aeroclub Nistelrode de gemeente (nu gemeente Bernheze) vroeg om de volledige huur over te mogen nemen van de BV. Dit maakte de relatie vanzelfsprekend niet beter, waardoor de Rijksluchtvaartdienst in 1988 besloot om de vliegontheffing van vliegveld Nistelrode in te trekken.
Voor Aeroclub Nistelrode betekende dit dat zij uit moesten wijken naar het vliegveld Goch-Asperden net over de grens in Duitsland. Hier werd voor enkele jaren gevlogen tot de zweefvliegclub zich in 1993 weer mocht vestigen in Nistelrode. Het vliegveld werd feestelijk geopend en sindsdien vliegt Aeroclub Nistelrode op het zweefvliegveld in Nistelrode. Naast Aeroclub Nistelrode, wordt het vliegveld gebruikt door Parasailing Team Nistelrode. Zij vliegen voornamelijk op de vroege ochtenden in het weekend en op onregelmatige basis op doordeweekse avonden.

## De lierstart

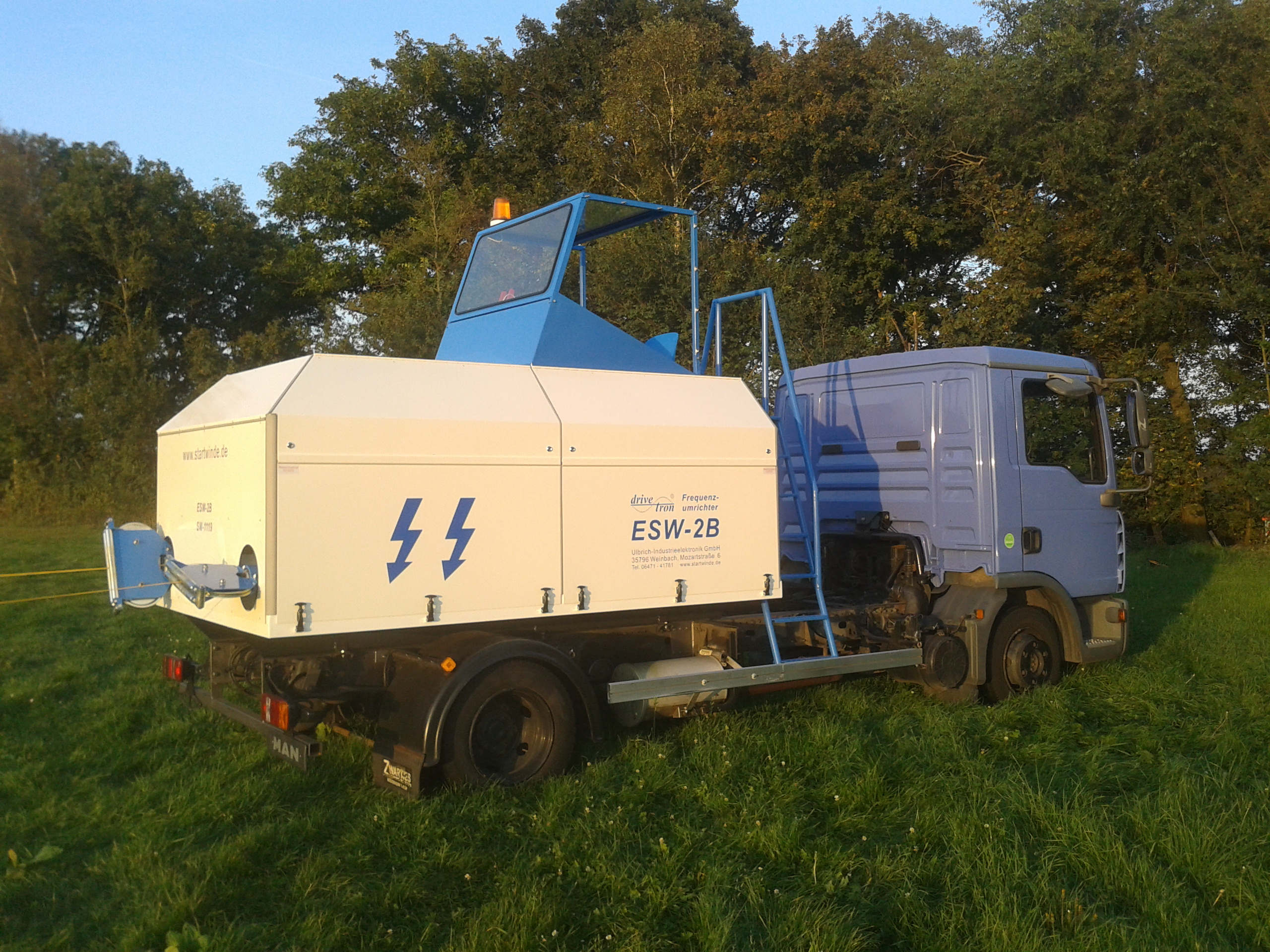
De elektrische lier van Aeroclub Nistelrode

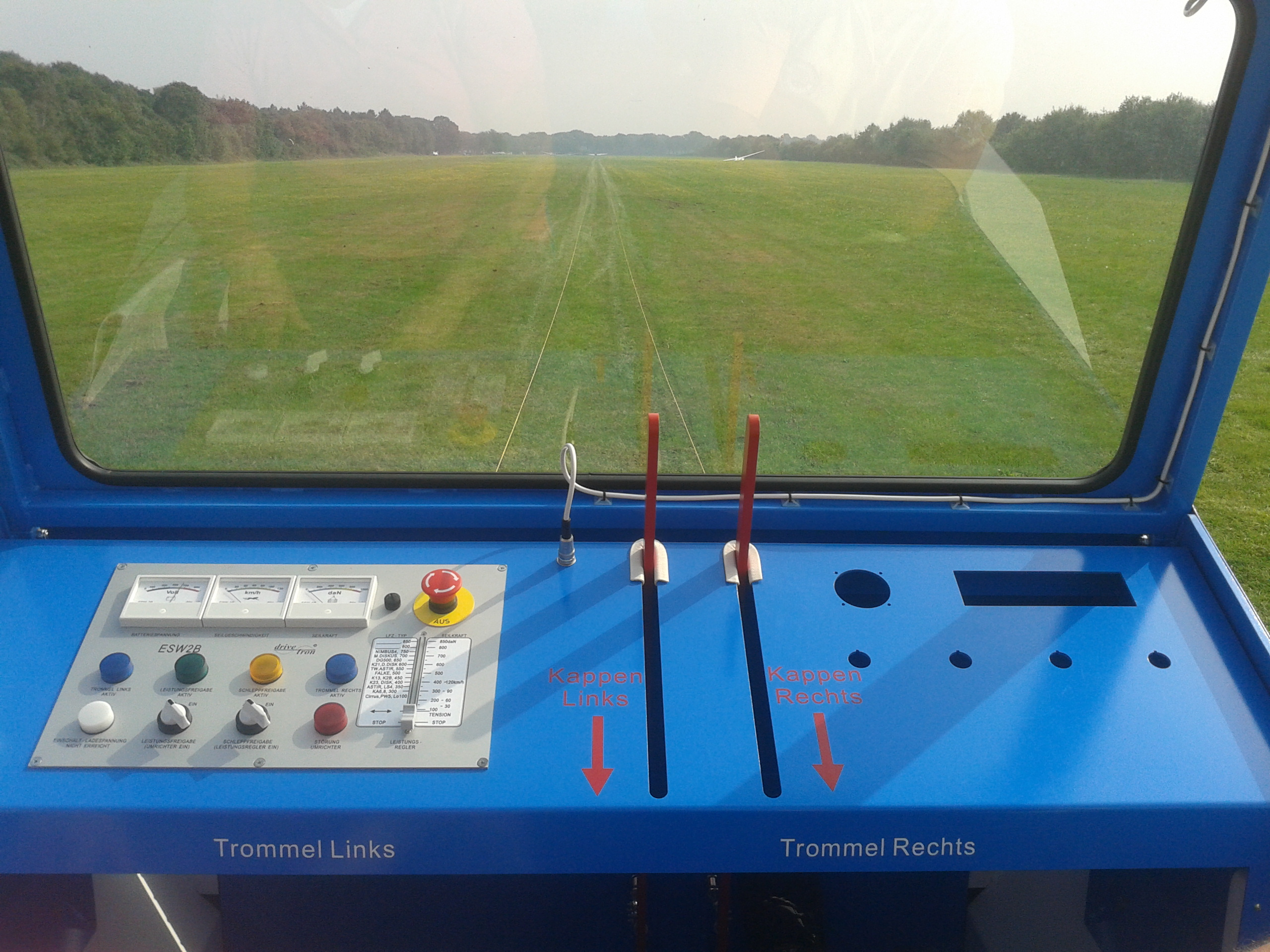
Binnenkant van de ESW-2B elektrische lier.

Aeroclub Nistelrode gebruikt voor het starten van zweefvliegtuigen hoofdzakelijk een lier. Bij een lierstart trekt de lier een lange (vaak kunststof) kabel binnen, welke bevestigd zit aan het zweefvliegtuig. Hierdoor ondergaat het zweefvliegtuig een versnelling waardoor het vliegtuig omhoog gaat. Deze methode brengt het zweefvliegtuig tot ongeveer 400 meter hoogte, waarna de kabel ontkoppelt wordt en deze aan een kleine parachute weer naar beneden valt. Vanaf hier vliegt het zweefvliegtuig zelf verder en gaat de vlieger op zoek naar opstijgende lucht, thermiek genoemd.
Sinds 2014 heeft Aeroclub Nistelrode een nieuwe ESW-2b elektrische lier. Een voordeel van de elektrische lier is dat deze automatisch de spanning op de lierkabels reguleert, waardoor de kans op breukstuk- of kabelbreuken aanzienlijk kleiner wordt. Ook is de elektrische lier veel minder vervuilend en vrijwel geruisloos! De elektrische lier beschikt over twee trommels, wat betekent dat twee vliegtuigen kort na elkaar kunnen starten. Daarna worden de kabels met de auto opnieuw uitgereden naar de startplaats.

## De vliegtuigsleepstart
De lierstart is de meest gebruikte methode om zweefvliegtuigen te laten opstijgen. Zo ook op Aeroclub Nistelrode. Een enkele keer wordt er gebruikgemaakt van een motorvliegtuig om zweefvliegtuigen de lucht in te trekken. Hiervoor wordt bijvoorbeeld een motorzwever gebruikt. Het voordeel van deze methode is dat de zweefvlieger op iedere gewenste hoogte en locatie afgezet kan worden, iets dat het zoeken naar de eerste thermiekbel aanzienlijk makkelijker maakt voor de vlieger. De reden dat lierstarts toch voornamelijk worden gebruikt, heeft te maken met de hogere prijs voor vliegtuigsleepstarts en het feit dat deze methode meer tijd in beslag neemt.

## Vlieginstructie en de vliegopleiding
Aeroclub Nistelrode beschikt over verschillende lesvliegtuigen voor het zweefvliegen, waaronder de tweezitters ASK-21 en Grob G 103 Twin Astir II. Deze worden gebruikt voor instructie aan leerlingen (zogenaamde DBO'ers). Deze tweezitters en andere eenzitters worden gebruikt door clubleden in opleiding voor het Light Aircraft Pilot License Sailplane (LAPL(S)), het Europese vliegbrevet voor de kleine luchtvaart.
Nieuwe leden zonder dit vliegbrevet starten met het leren van het vliegen in een tweepersoons zweefvliegtuig, de zogenaamde tweezitter. Tijdens de vlieglessen zit er een instructeur achterin, die vanuit die positie ook kan sturen, omdat de besturing en instrumenten dubbel zijn uitgevoerd in deze vliegtuigen. Aeroclub Nistelrode beschikt op dit moment over vijftien Europees bevoegde zweefvlieginstructeurs. Op iedere vliegdag is er dan ook minimaal één instructeur aanwezig om les te geven.
Afhankelijk van de vorderingen, wordt een leerling gemiddeld na veertig tot tachtig vluchten 'solo' gelaten. Vanaf dat moment mag de 'solist' alleen vliegen, maar nog zonder brevet (het LAPL(S)), wat inhoudt dat de solist op een beperkte afstand tot het vliegveld (vijf km) moet blijven vliegen. De stap naar het vliegbrevet bestaat vanaf hier nog uit het opdoen van extra vliegervaring, een praktijkexamen en het behalen van de benodigde theoriecertificaten. Op Aeroclub Nistelrode worden gedurende iedere winter verschillende cursusavonden gehouden waarin de vakken worden behandeld die daarna op landelijk niveau behaald dienen te worden. De benodigde theoriecertificaten voor het vliegbrevet bestaan uit de volgende vakken:
1. Luchtvaartwetgeving
2. Menselijke prestaties en Beperkingen
3. Meteorologie
4. Navigatie en Communicatie
5. Beginselen van het Zweefvliegen, Vliegprestaties & Operationele Procedures
6. Algemene Kennis van het Zweefvliegtuig

Is zweefvliegen leeftijdsgebonden? In principe is er geen minimum leeftijd om te starten met vlieglessen, wel gelden de volgende regels:
- De minimum leeftijd voor het solo vliegen is 14 jaar.
- De minimum leeftijd voor het behalen van het zweefvliegbrevet (het LAPL(s)) is 16 jaar.

Daarnaast is er geen leeftijdslimiet voor het zweefvliegen. Met andere woorden, mits de gezondheid het toelaat, kan er tot op hoge leeftijd worden gezweefvliegd. Een medische keuring bij een Sport Medisch Centrum, is echter wel voor elke leeftijdscategorie verplicht.

## De vloot
Aeroclub Nistelrode beschikt over een vloot van verschillende type vliegtuigen. De vloot omvat zowel tweezitters als eenzitters. In een eenzitter kan maar één persoon vliegen, terwijl twee personen in een tweezitter passen. Tweezitters zijn uitgerust met dubbele besturing en in de meeste gevallen - in alle gevallen voor de ACN vloot - zit de tweede inzittende achter de eerste inzittende. De huidige vloot van de zweefvliegclub bestaat uit een combinatie van lesvliegtuigen (ASK-21 en ASK-23), oldtimers (Ka-7 en Ka-8) en beginnende prestatievliegtuigen (bijvoorbeeld DG-300, LS-4 en Janus B).
Tweezitters
- Schleicher ASK-21 (PH-1390)

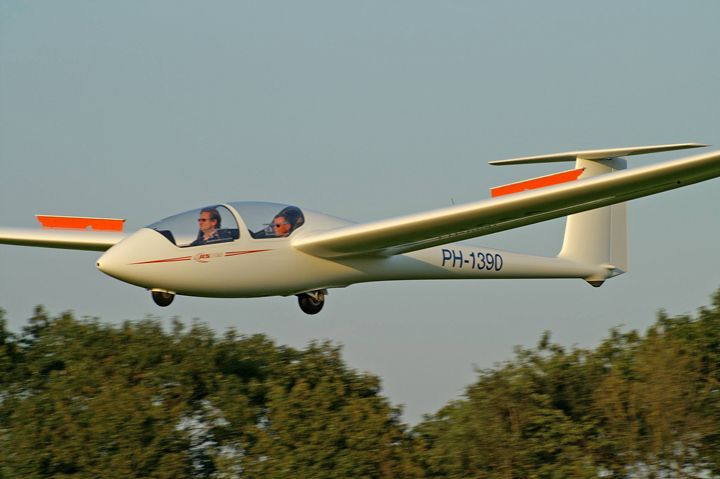
De ASK-21 van Aeroclub Nistelrode. Dit type wordt voornamelijk voor lesvluchten gebruikt.

- Grob G 103 Twin Astir II (PH-1092)

- Schleicher Ka-7 (PH-842)

- Schempp-Hirth Janus B (PH-1570)

Eenzitters

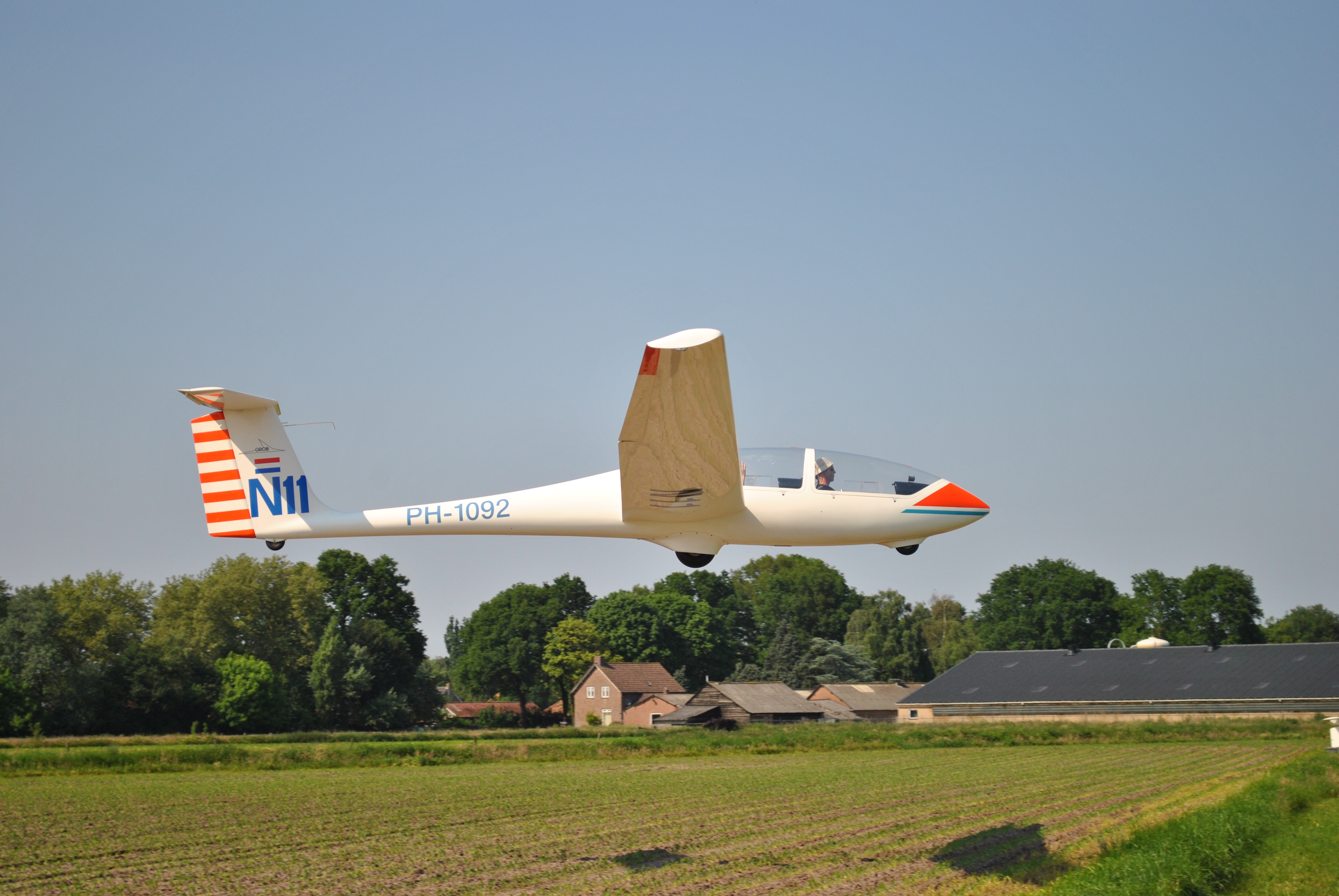
De Twin II van Aeroclub Nistelrode.

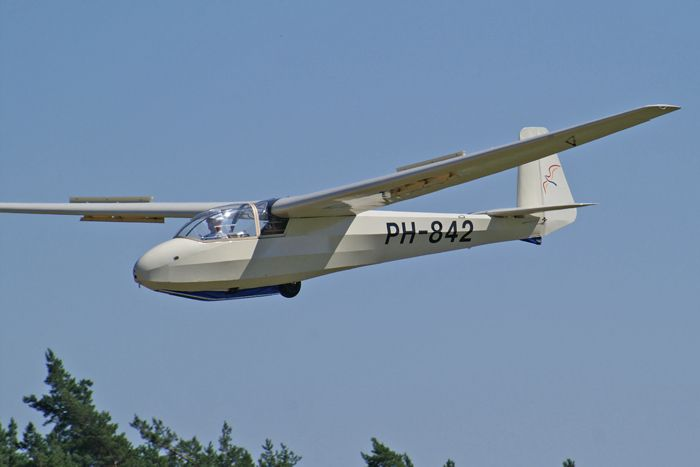
De Ka-7 van Aeroclub Nistelrode. Dit type werd vroeger gebruikt als lesvliegtuig.

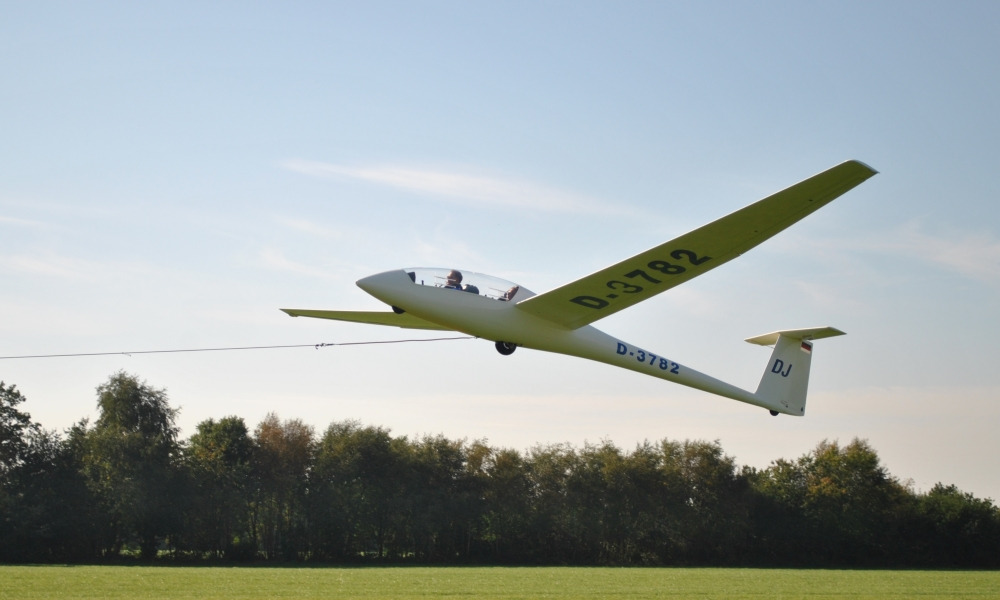
De Janus B van Aeroclub Nistelrode. Op de foto nog met oude, Duitse, registratie.

- Rolladen Schneider LS-4b WL (PH-1484)

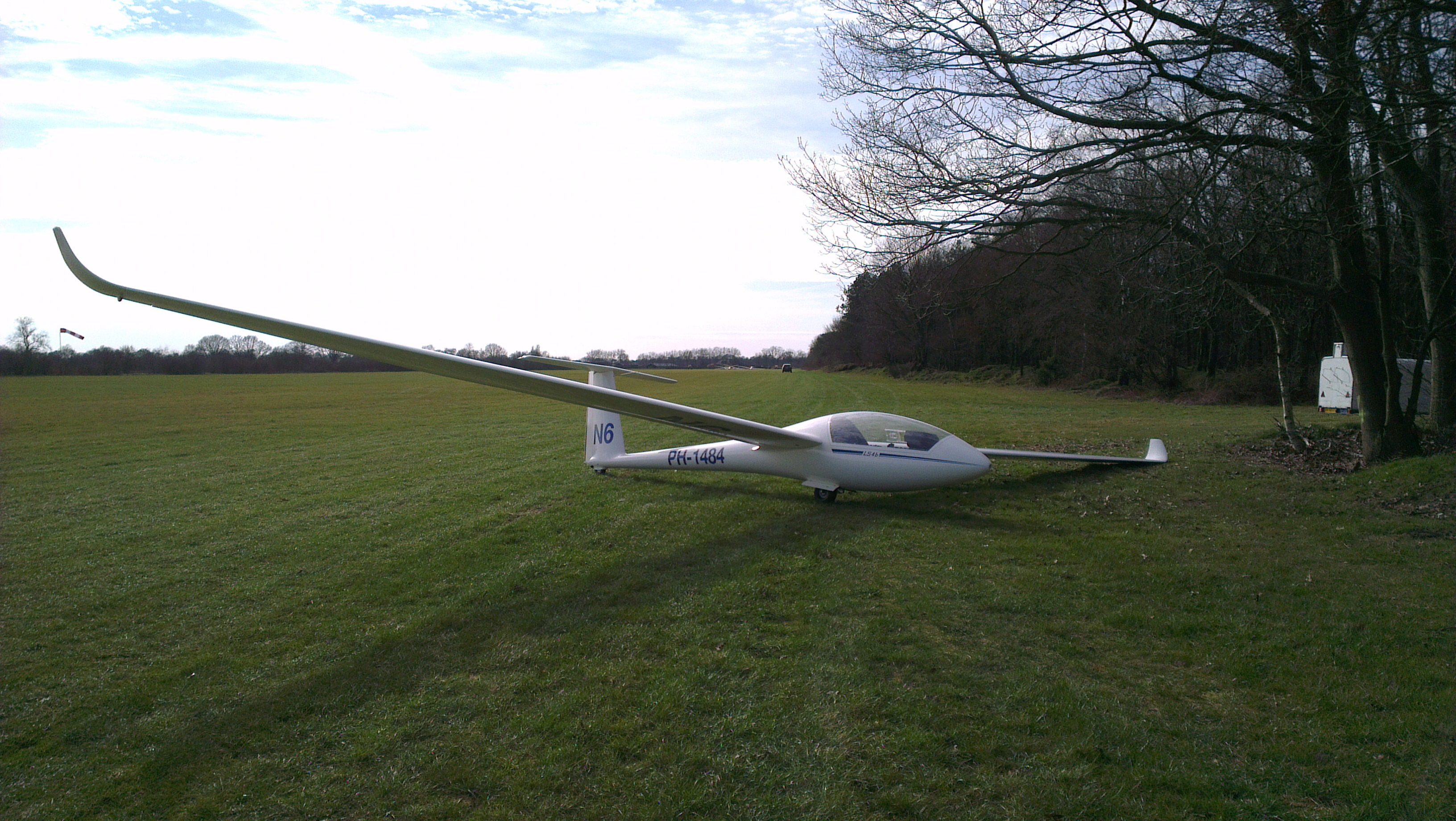
De LS-4b WL van Aeroclub Nistelrode. Dit type wordt ook vaak voor wedstrijden gebruikt.

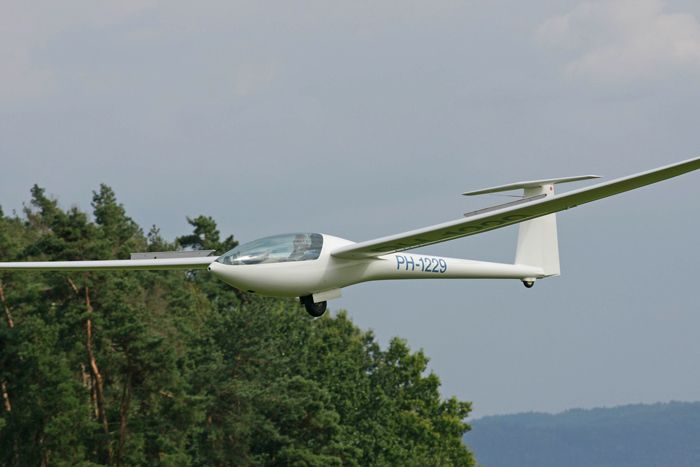
De DG-300 van Aeroclub Nistelrode. Dit type wordt ook vaak voor wedstrijden gebruikt.

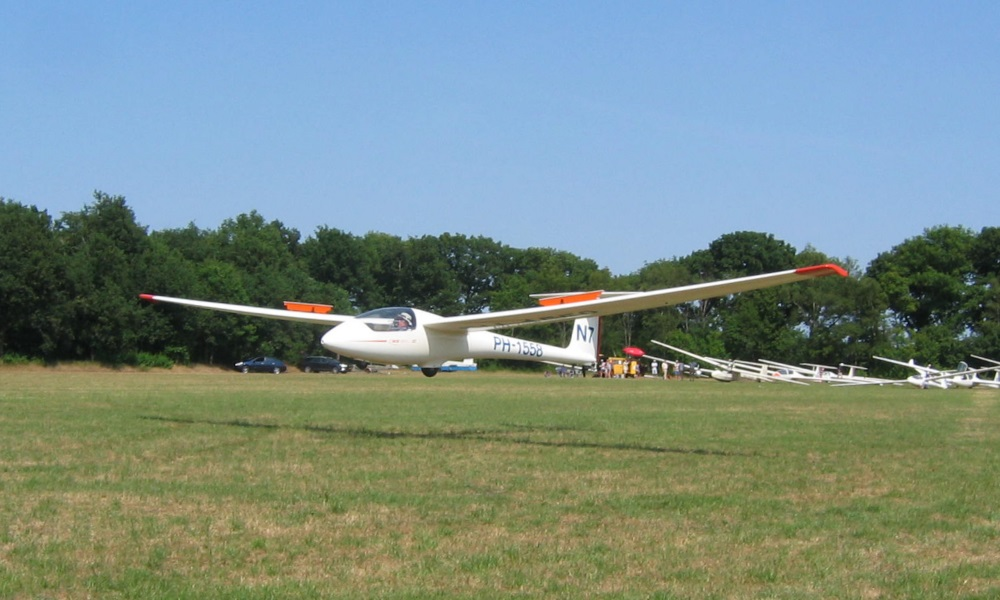
De ASK-23 van Aeroclub Nistelrode. Op dit type worden vaak de eerste 'solovluchten' gemaakt.

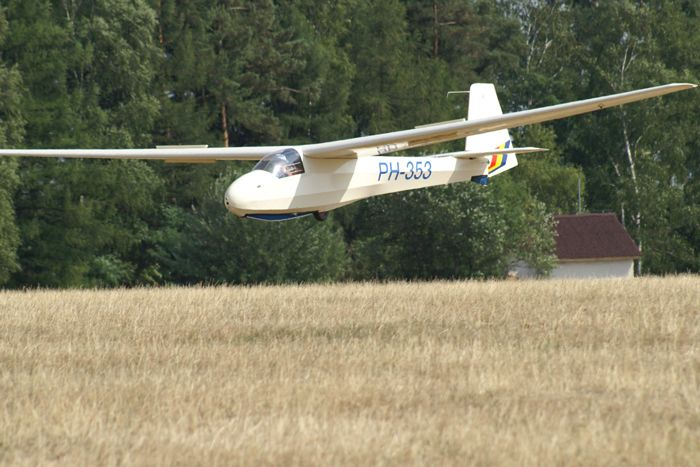
De Ka-8 van Aeroclub Nistelrode.

- Glaser Dirks DG-300 (PH-1229)

- Schleicher ASK-23 (PH-1558)

- Schleicher Ka-8 (PH-353)

## 't Keerpunt
Aeroclub Nistelrode beschikt over een eigen clubhuis met daarin een kantine en aansluitend een groot panoramaterras. In 2017 en 2018 zijn er grote aanpassingen gemaakt aan het vliegveld: het vliegveld is verbreed en er is een nieuwe hangar gebouwd. Dit was nodig om aan de huidige Europese wetgeving voor vliegvelden te blijven voldoen. Ook het clubhuis heeft enige aanpassingen gehad en krijgt er binnenkort nog een vergaderzaal/klaslokaal bij. In 2018 is daarom besloten om het clubhuis een nieuwe naam te geven, welke 't Keerpunt is geworden. 
Deze naam heeft een dubbelzinnige betekenis: de verbouwingen zijn natuurlijk een keerpunt in de historie van de zweefvliegclub, maar een keerpunt is ook het vastgestelde punt waarop de zweefvlieger zijn route verlegd als onderdeel van een geplande wedstrijd of lange afstandsvlucht.